# Ofanto
L'Òfanto (AFI: /ˈɔfanto/, in latino Aufidus) è un fiume dell'Italia meridionale, il fiume più lungo fra quelli che sfociano nell'Adriatico a sud dell'Aterno-Pescara.

## Origine del nome

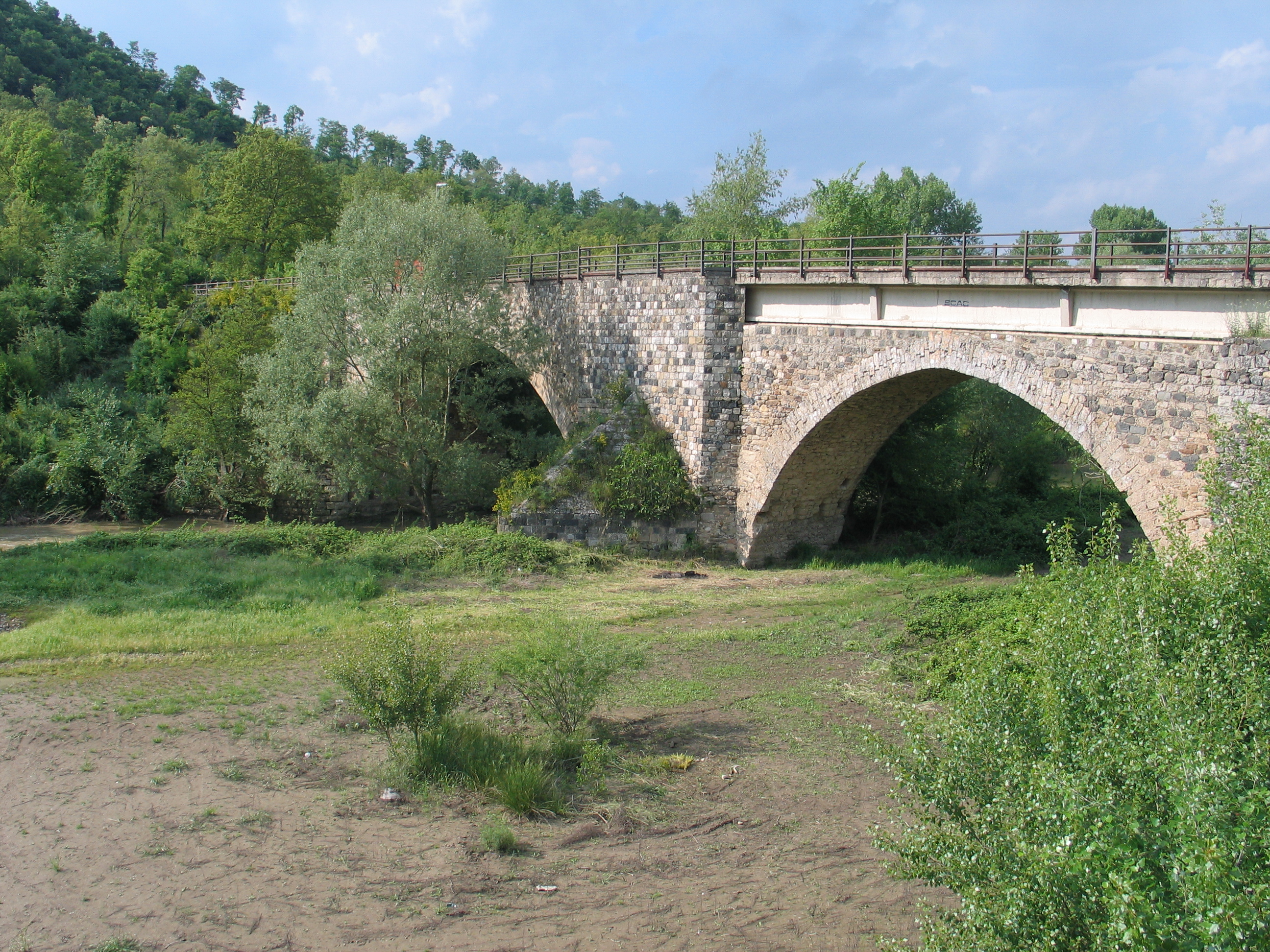
Antico ponte romano che attraversa il corso dell'Ofanto nei pressi del comune di Monteverde (AV), è conosciuto anche con il nome di Ponte di Pietra dell'Oglio. Dopo il sisma del 1980 che colpì l'Irpinia fu deturpato con l'aggiunta di un asse moderno atto a sostenere il peso degli innumerevoli autocarri che trasportavano merci per la ricostruzione.

La base idronimica è *-auf oppure un più antico *oudh, col significato di ‘ricco, abbondante’ e assegnato a un ambito linguistico risalente al "paleoeuropeo", con successiva evoluzione dh > f (come in buona parte dell'area italica). Rohlfs lo assegna al sostrato osco.

## Storia

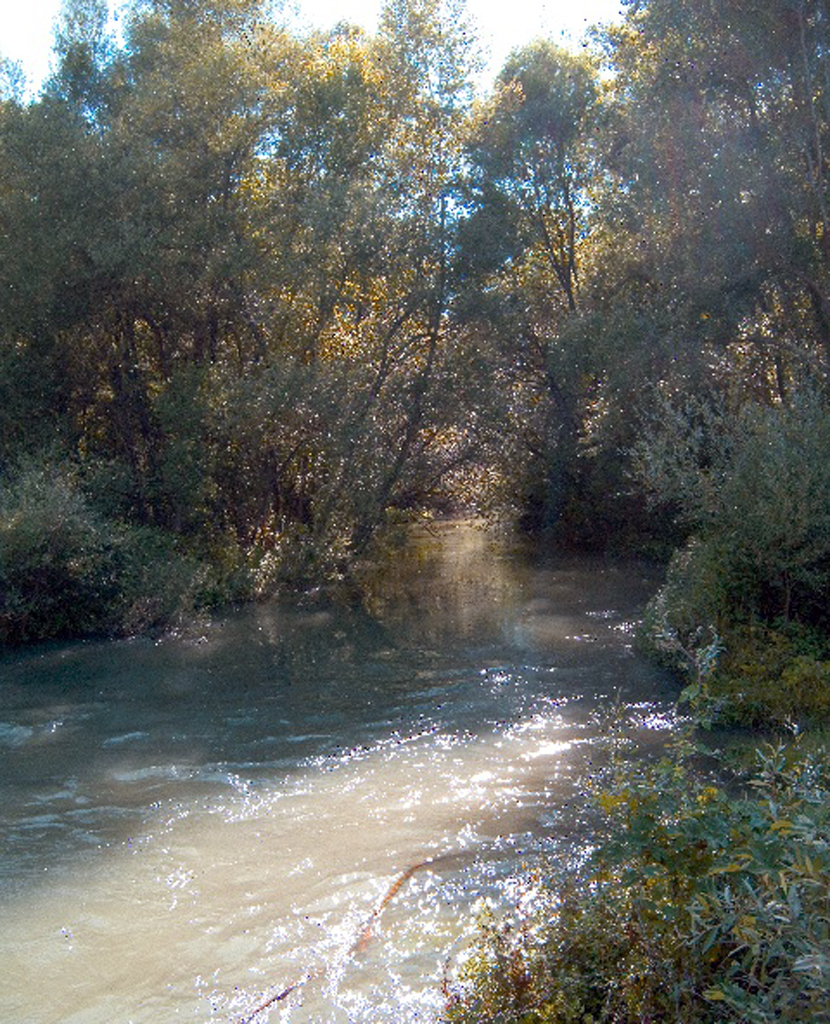
Bacino dell'Ofanto presso Cairano

Nell'Italia antica il fiume Ofanto fu conosciuto con il nome di Aufidus ed è celebre per vari motivi: nei pressi dell'Aufidus fu combattuta la battaglia di Canne; fu celebrato più volte nelle sue liriche da Quinto Orazio Flacco. Lungo il corso di questo fiume sorgevano antiche città che furono protagoniste di molti eventi storici importanti, possiamo citarne alcune: Compsa (attuale Conza della Campania), Canusium (attuale Canosa di Puglia), la rocca di Canne (dove fu combattuta una sanguinosa battaglia), e Venusia (l'odierna Venosa).
Una delle prime citazioni storiografiche del fiume Aufidus è riportata da Polibio. Lo storico greco menziona il fiume riportando gli eventi che caratterizzarono la battaglia di Canne.
Il paragrafo poi continua con un particolare importante, infatti, l'Aufidus risulta essere l'unico fiume del Mezzogiorno che ha le sorgenti sul lato tirrenico degli Appennini:
Altre indicazioni ci arrivano da Strabone:
Anche Orazio menzionò più volte l'Aufidus e lo celebrò come il fiume presso il quale egli era nato: 
Il fiume viene nominato anche nel poema epico di Publio Virgilio Marone la famosa Eneide (libro XI, verso 405); durante la guerra che contrappone Enea e i suoi compagni ai popoli indigeni, all'arrivo dei Troiani esuli sulle coste dell'Italia:
Un'altra fonte antica che descrive l'Aufidus è la Tabula Peutingeriana, una copia del XII-XIII secolo di un'antica carta romana che mostrava le vie militari dell'impero.

## Corso del fiume e regime
(Orazio, Odi, Liber IV Od. 14, v. 25)

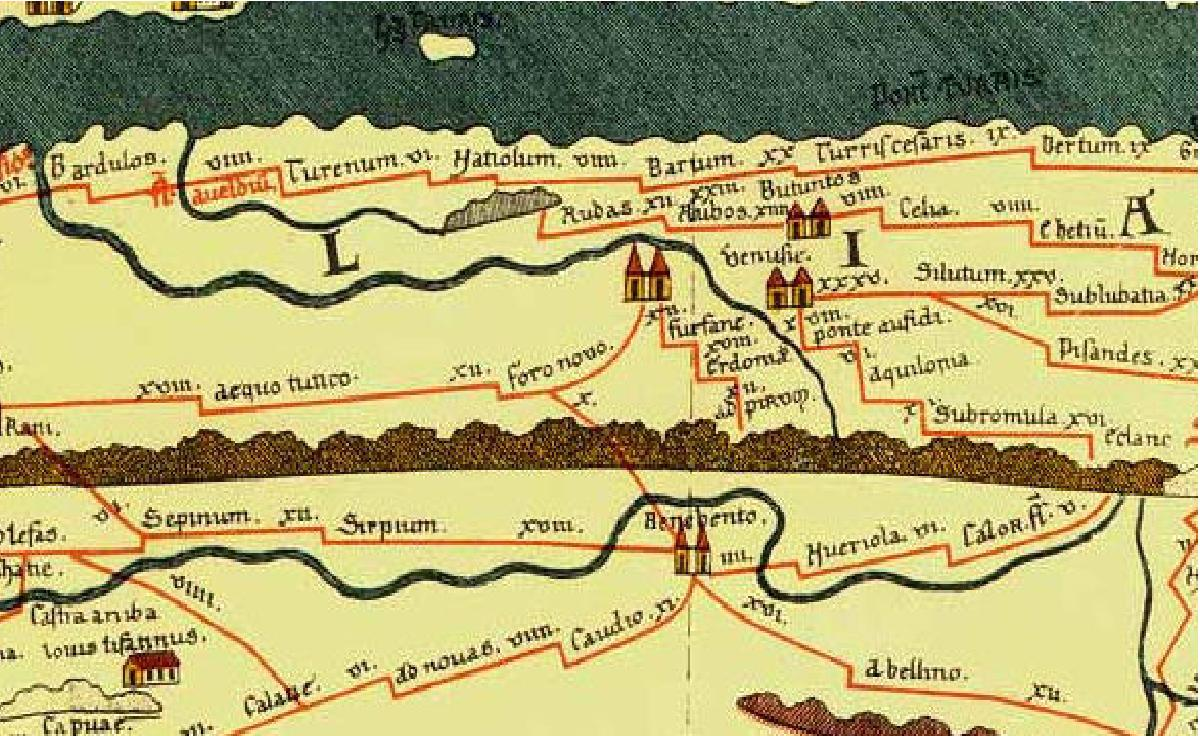
Particolare della Tavola Peutingeriana che mostra il corso dellAufidus. Si nota anche un ponte Aufidi tra Aquilonia e Venusia.

La sua sorgente si trova sull'Altopiano Irpino a 715 m d'altezza, sotto il piano dell'Angelo, a sud di Torella dei Lombardi, in provincia di Avellino.
Il suo corso dunque parte dalla Campania orientale, poi segna per un lungo tratto il confine tra Irpinia e Vulture-Melfese, e tra Vulture-Melfese e Capitanata, continua infine in Puglia verso il Mar Adriatico, dove sfocia tra Barletta e Margherita di Savoia con una foce a delta, anche se in rapido arretramento verso un estuario. Ha pendenza media pari a 0,533%, misura 134 o 170 km di lunghezza (a seconda delle fonti) ed è considerato un fiume a media sinuosità. Si suddivide in Alto Ofanto (parte irpina), Medio Ofanto (parte al confine tra Basilicata e Puglia) e Basso Ofanto (parte terminale del fiume).
L'Alto Ofanto attraversa un territorio con una intrinseca fragilità geologica, con frequenti fenomeni di dissesto idrogeologico e forte grado di sismicità, inoltre, interessante è anche l'andamento pluviometrico: si registra una piovosità media pari a 790 mm annui, con punte di 1 100-1 200 mm. Il Medio Ofanto è la parte che lambisce il Vulture e il Subappennino dauno. Il Basso Ofanto si presenta diverso geologicamente ed è caratterizzato da una minore piovosità (pari a circa la metà di quella che si registra nella parte irpina del fiume), tipica della Puglia.
L'Ofanto ha un regime marcatamente torrentizio con piene notevoli in autunno e inverno per le precipitazioni e magre notevolissime in estate. A dispetto poi della notevole lunghezza ed estensione di bacino la sua portata media alla foce è abbastanza scarsa (circa 15 metri cubi al secondo).

## Bacino e affluenti
Il bacino idrografico dell'Ofanto occupa un'area di 2 764 km² risultando così uno dei più estesi del Mezzogiorno. In esso abitano 422 423 persone.
Oltre al corso principale del fiume comprende anche svariati affluenti tra i quali ricordiamo:
- da destra
  - il Fiumicello
  - il Ficocchia
  - la Fiumara di Atella
  - l'Olivento
  - il Torrente Locone
- da sinistra
  - il Cortino
  - l'Isca
  - il Sarda
  - l'Orata
  - l'Osento
  - la Marana Capacciotti

## Invasi idrici
All'interno del bacino dell'Ofanto sono presenti alcuni invasi idrici indispensabili per la popolazione e per l'economia a causa della scarsità d'acqua soprattutto nelle zone delle Murge.
Gli invasi:
- Conza
- Osento
- Capacciotti
- Rendina
- Locone
- Lampeggiano
- San Pietro
- Saetta.

Questi invasi hanno ridotto notevolmente la portata d'acqua del fiume, non più ricca e abbondante come quella di un tempo, ma garantisco soprattutto nella stagione estiva una adeguata capacità idrica alla Puglia.

## Città e paesi

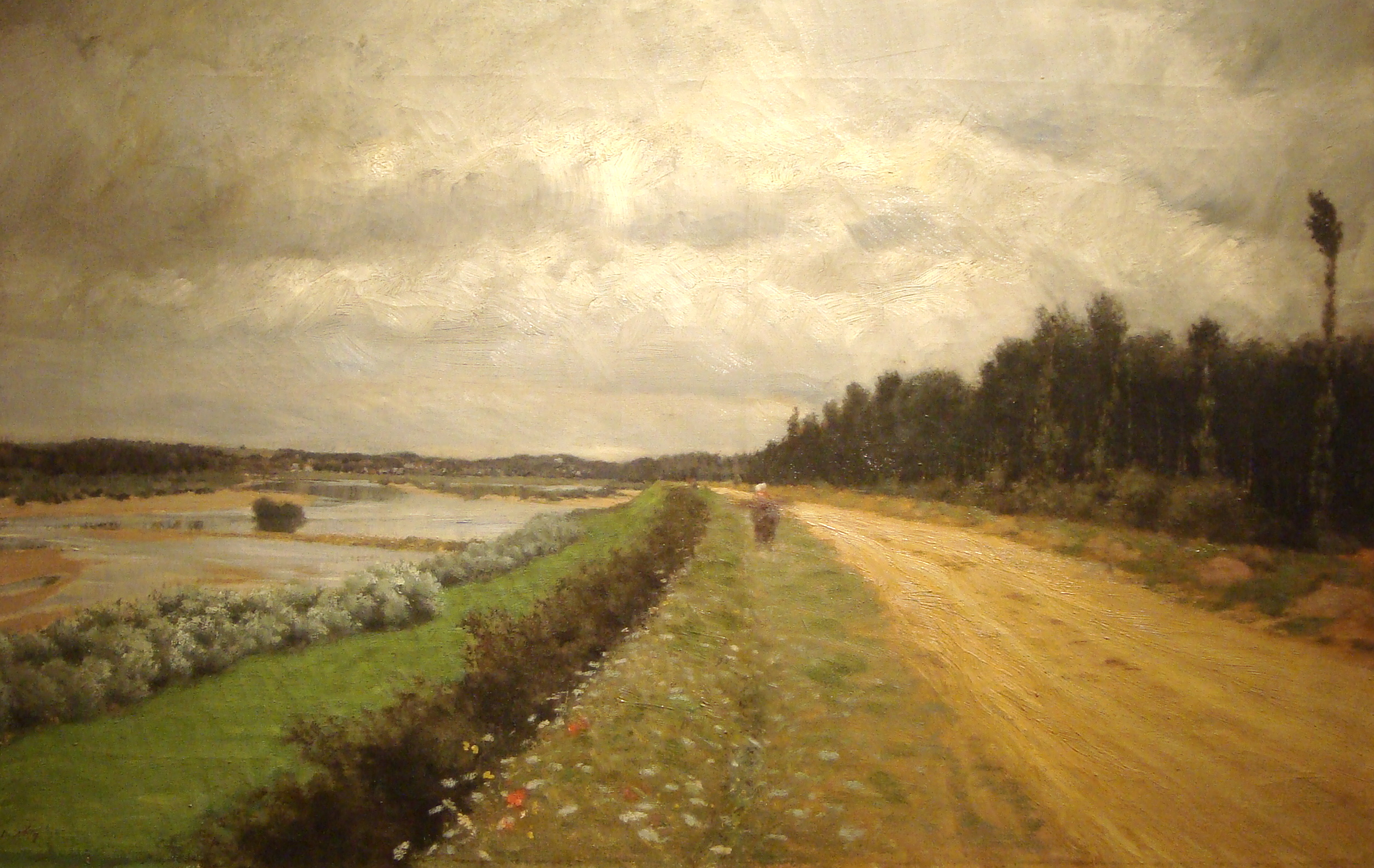
Dipinto di Giuseppe De Nittis, pittore impressionista barlettano, intitolato Lungo l'Ofanto, risalente al 1870

Le città e i paesi attraversati in provincia di Avellino sono: Aquilonia, Cairano, Calitri, Conza della Campania, Lacedonia, Lioni, Monteverde, Morra De Sanctis, Nusco, Sant'Andrea di Conza, Sant'Angelo dei Lombardi, Teora, Torella dei Lombardi (sorgente), per un totale di 14 comuni e una popolazione di circa 50 000 abitanti.
I territori comunali attraversati in provincia di Potenza sono quelli di: Atella, Melfi, Lavello, Pescopagano, Rapone, Rionero in Vulture, Ruvo del Monte per un totale di sette comuni e una popolazione di circa 50 000 abitanti.
Le città e i paesi attraversati in provincia di Foggia sono: Ascoli Satriano, Candela, Cerignola, Rocchetta Sant'Antonio, per un totale di quattro comuni e una popolazione di 66 996 abitanti.
Le città e i paesi attraversati in provincia di Barletta-Andria-Trani sono: Barletta (foce), Canosa di Puglia, Margherita di Savoia (foce), San Ferdinando di Puglia, Trinitapoli, per un totale di sette comuni e una popolazione di 179 414 abitanti.
I Comuni attraversati, lambiti o interessati dal fiume partecipano alle Ofantiadi, manifestazione sportiva multidisciplinare.
Inoltre, è anche intitolata con nome omonimo la vicina coppia di aree di servizio sulla autostrada A16 nei pressi di Cerignola, comune attraversato anche dal fiume.

## Flora e fauna
Le specie più importanti di flora presenti lungo il corso del fiume sono: graminacee alofite, fragmiteti o cannuccia di palude, canneti, pioppo, noce, saliceti, tamerici, salsola, salicorna e limonio.
Tra la fauna sono presenti svariate specie di invertebrati (nematodi, copepodi, cladoceri, oligocheti e ditteri chironomidi).
Nelle acque si trovano pesci (carpa, carassi, cheppia, pescegatto, cefalo e anguilla).
Lungo le sponde è possibile incontrare mammiferi (talpa, lepre, cinghiale, tasso, volpe, donnola, faina, lontra, riccio, istrice e topo campagnolo).
Rappresentati anche rettili (bisce d'acqua e biacco) e anfibi (rane, rospi e raganelle).
Il genere degli uccelli nidificanti è rappresentato da (beccamoscio, pendolino, cannaiola, cannareccione, passero, cardellino (Carduelis carduelis), verzellino, gazza ladra, folaga (Fulica atra), gallinella d'acqua (Gallinula chloropus),
Gli uccelli di passo sono (nitticore, tarabusi, pittime, beccacce di mare, cannareccione, ballerine bianche e gialle, gabbiani, porciglione, cormorano, airone cenerino (Ardea cinerea), airone rosso (Ardea purpurea), tuffetto, garzetta, avocetta, cavaliere d'Italia, beccapesci, svasso maggiore, martin pescatore (Alcedo atthis), germano reale (Anas platyrhynchos), mestolone, noriglione, moretta, marzaiola, piro piro, corriere piccolo, tortora (Streptopelia turtur), quaglia, cappellaccia, tordo, fringuello, storno).
I rapaci presenti sono grillaio (Falco naumanni) e gheppio (Falco tinnunculus).
Dal 2003 è stato istituito dalla regione Puglia il Parco naturale regionale Fiume Ofanto, che ha cominciato ad attirare qualche turista.

### Ittiofauna del fiume Ofanto

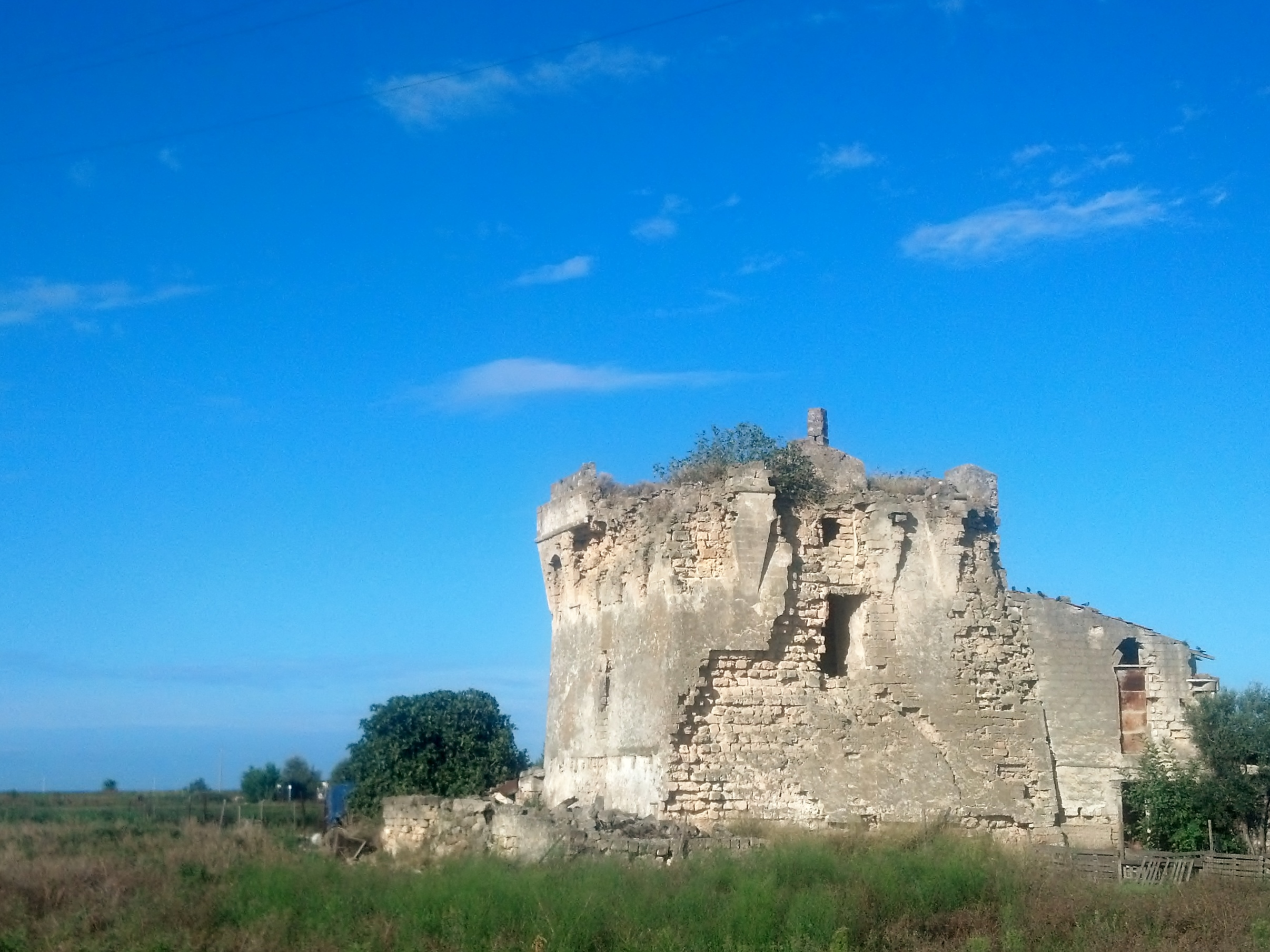
Torre Ofanto, situata presso la foce del fiume in località Fiumara, è una torre d'avvistamento del XVI sec. La struttura, nonostante il valore storico, versa in grave stato di degrado e abbandono.

La fauna ittica del fiume Ofanto non è dissimile da quella di tutti i principali fiumi irpini. Si trovano principalmente le seguenti specie di pesci autoctone: la trota fario (Salmo trutta), l'anguilla (Anguilla anguilla), la tinca (Tinca tinca) e il cavedano italico (Squalius squalus).
Tra le specie endemiche e che necessitano di particolare tutela si annoverano il barbo tiberino (Barbus tyberinus), la rovella (Sarmarutilus rubilio), l'alborella appenninica (Alburnus albidus) e la scardola scardafa (Scardinius scardafa).
Mentre tra le specie alloctone vi sono: la trota iridea (Oncorhynchus mykiss), il cavedano europeo (Squalius cephalus), la carpa comune (Cyprinus carpio), il pesce rosso (Carassius auratus), il pesce gatto (Ameiurus melas), il persico sole (Lepomis gibbosus) e il persico trota (Micropterus salmoides), tutte specie che costituiscono una grave minaccia di estinzione per le specie endemiche.

### Fonti antiche
Le fonti primarie sono state consultate nelle biblioteche digitali di The Latin Library e LacusCurtius:
- Polibio, Storie, III, 110, 8.
- Orazio, Odi, IV, 9.
- Publio Virgilio Marone, Eneide, XI, 405.
- Strabone, Geografia, VI, 3, 9.

### Fonti moderne
- Carta ittica della provincia di Avellino, a cura del Dipartimento di Zoologia, Università degli Studi di Napoli Federico II, 2004.
- Renzo Ambrogio, Nomi d'Italia. Origine e significato dei nomi geografici e di tutti i comuni, Istituto Geografico DeAgostini.
- Alessandro Cesta, Un'etimologia dell'idronimo Ofanto, in Il Calitrano, Anno XXXVII.
- Gregory Daly, La battaglia di Canne, Gorizia, LEG Editore, 2008, ISBN 978-88-6102-046-7.